# Lola Odusoga
Iyabode Ololade (Lola) Remilekun Odusoga, född 30 juni 1977 i Åbo, är en finländsk modell som var Miss Finland 1996 och Miss Scandinavia 1997. Hon deltog också vid Miss Universum-tävlingen i Las Vegas 1996. Hennes mor är finsk och hennes pappa kommer från Nigeria.